# Carl Hauselt
Carl Hauselt, auch Charles Hauselt (* 20. Mai 1828 in Thalmässing; † 7. Februar 1890 in New York City) war ein deutsch-amerikanischer Unternehmer im Lederhandel und Philanthrop.

## Leben
Carl Hauselt stammte aus einfachen Verhältnissen. Als Jugendlicher wurde er Lehrling in der Wormser Gerberei Doerr & Reinhart. Als Autodidakt lernte er Französisch und Englisch. Befördert durch die Deutsche Revolution 1848/1849, entschloss er sich, Deutschland zu verlassen und zog auf gut Glück mit der Hilfe eines Verwandten, der ihm Geld vorschoss, und mit einem Bündel Leder, das ihm die Gerberei anvertraute, in die USA.
In New York etablierte er sich schnell im Lederhandel und als Vertreter von Doerr & Reinhart. 1855 heiratete er Marie, geb. Scherer. Hauselt verlor das meiste seines frisch erarbeiteten Wohlstands in der Wirtschaftskrise von 1857, konnte aber durch seine solide Geschäftsgrundlage das Verlorene bald wieder gut machen und wurde in der Folge einer der größten Lederhändler New Yorks,  a merchant prince in the New York leather trade.

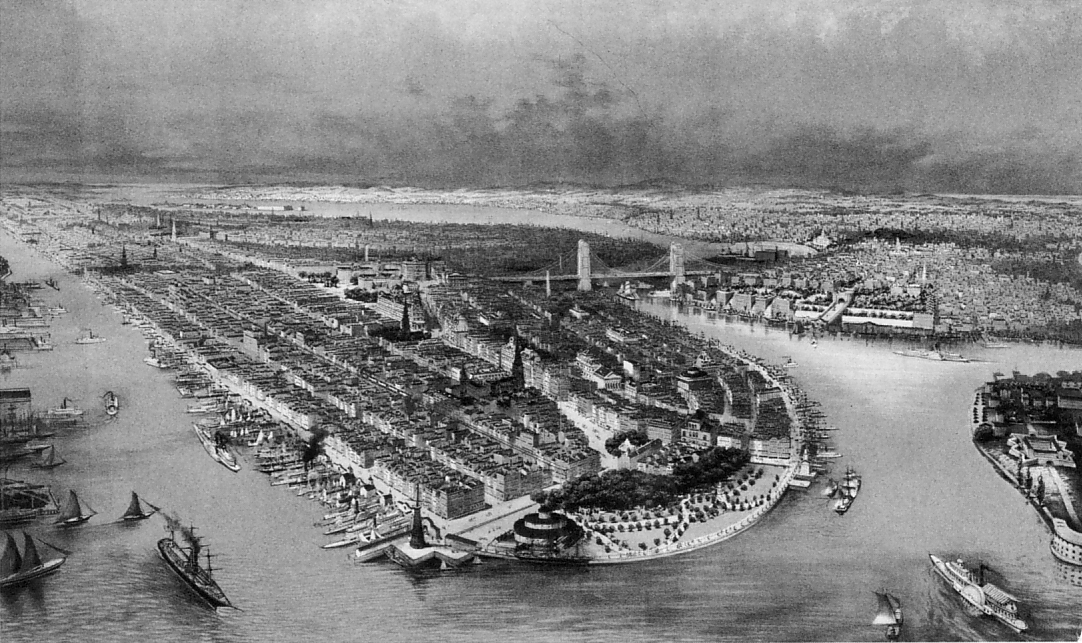
Manhattan 1880, mit der Einwanderungsstation Castle Garden im Vordergrund

1856 wurde Carl Hauselt Mitglied der Deutschen Gesellschaft von New York, die ihn drei Jahre später in ihren Verwaltungsrat wählte. 1880 wurde er ihr Präsident und blieb dies bis zu seinem Tod. Er setzte sich in vielfältiger Weise für die Rechte und sozialen Nöte deutscher Einwanderer ein, war Commissioner der New Yorker Einwanderungsbehörde in Castle Garden und Unterstützer und Verwaltungsrat-Mitglied verschiedener deutsch-amerikanischer Sozialeinrichtungen, besonders des Wartburg-Kinderheims in Mount Vernon (New York). 1876 war er Mitbegründer des Rechtsschutzvereins Legal Aid Society.

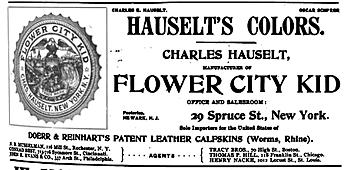
Anzeige

Anfang der 1880er Jahre nahm er seinen Neffen Charles E. Hauselt († 1938) und seinen Schwiegersohn Oscar Scherer (1856–1923) als Partner in das Unternehmen. 1898 schied Charles E. Hauselt aus und Oscar Scherer und Albert G. Scherer übernahmen das Unternehmen als Firma Oscar Scherer & Brother. Sie spezialisierten sich auf gefärbtes Ziegenleder.
1886 erhielt Carl Hauselt den Preußischen Kronenorden III. Klasse in Anerkennung seiner Verdienste um das Deutschtum und für den Schutz deutscher Einwanderer.
Carl Hauselts Trauerfeier fand am 16. Februar in der Steinway Hall statt; er wurde auf dem Woodlawn Cemetery in der Bronx beigesetzt, wobei Carl Schurz als einer der Ehren-Sargträger fungierte. In seinem Familiengrab wurde auch Alois Faller beerdigt.